# Henric Horn af Åminne
Henric Arvid Bengt Christer Horn af Åminne (Estocolm, 12 de març de 1880 - Estocolm, 6 de desembre de 1947) va ser un militar i genet suec que va competir a començaments del segle xx.
El 1912 va prendre part en els Jocs Olímpics d'Estocolm, on va guanyar la medalla d'or en la prova del concurs per equips del programa d'hípica, formant equip amb Axel Nordlander, Nils Adlercreutz i Ernst Casparsson, amb el cavall Omen. En el concurs individual fou desè.